# Cubocephalus atrator
Cubocephalus atrator är en stekelart som först beskrevs av Walker 1874.  Cubocephalus atrator ingår i släktet Cubocephalus och familjen brokparasitsteklar. Inga underarter finns listade i Catalogue of Life.